# Euastrum rostratum
Euastrum rostratum là một loài Song tinh tảo trong họ Desmidiaceae, thuộc chi Euastrum.